# Athesans-Étroitefontaine
Athesans-Étroitefontaine je obec na východě Francie v departementu Haute-Saône v regionu Franche-Comté.